# Generalübernehmer
Der Generalübernehmer (GÜ) (oder Totalübernehmer) übernimmt im Rahmen eines Bauvertrages die Planungs- und Ingenieurleistungen sowie alle Ausführungs- und Bauzwischen-Finanzierungsleistungen für ein Bauvorhaben; es steht dem GÜ in der Regel frei, Aufträge an Subunternehmer zu vergeben.
Regelmäßig erstellt der GÜ ein Bauvorhaben – zum fest vereinbarten Termin (falls vertraglich vereinbart: bei Nichteinhaltung entsprechende Konventionalstrafe) – schlüsselfertig; auch ist die Verpflichtung zur Regelung der Dauerfinanzierung als GÜ-Pflicht möglich.
Während ein Generalübernehmer üblicherweise keine eigenen Handwerker beschäftigt, sondern für alle Teile eines Auftrags nur Subunternehmer beauftragt, hat ein Generalunternehmer ein eigenes Unternehmen (oft ein Bauunternehmen), mit dem er den Großteil eines Auftrags erledigt und nur für einzelne Gewerke Subunternehmer hinzuzieht.

## Überblick
Generalübernehmer können große Baufirmen, Immobiliengesellschaften sowie Managementfirmen sein, die sämtliche Ausführungsleistungen außer Haus geben. Bauherr bleibt jedoch der Auftraggeber. Der Auftraggeber hat den Vorteil, dass er die gesamte Ausführung nur über einen Bauvertrag beauftragt hat. Somit entfallen bei ihm insbesondere Koordinationsaufgaben mit dem Vorteil, dass insbesondere Kosten und Termine fest vereinbart werden können. Außerdem hat er im Falle der Gewährleistung nur einen Ansprechpartner.
Das Leistungssoll kann durch funktionale Vorgaben (Funktionale Ausschreibung) definiert sein. Teilweise wird das Leistungssoll durch Planungsaufgaben ergänzt (von der Vorplanung bis hin zur Genehmigungsplanung). In diesem Fall wird dann auch von einem Totalübernehmer-Vertrag gesprochen.
Bis zum Jahr 2004 war umstritten, ob öffentliche Auftraggeber aufgrund von Vergabevorschriften Generalübernehmer beauftragen dürfen. Seit der Entscheidung des Europäischen Gerichtshofs in der Rechtssache „Siemens AG Österreich“ vom 18. März 2004 (Rechtssache C-314/01) steht fest, dass das Vergaberecht die Beauftragung von Generalübernehmern durch öffentliche Auftraggeber erlaubt. Dies wurde im Rahmen der Überarbeitung der VOB 2006 nunmehr auch durch § 8a Nr. 10 VOB/A Vergabe- und Vertragsordnung für Bauleistungen für europaweite Ausschreibungen klargestellt.